# Ariosoma
Ariosoma (Cá chình bạc) là một chi cá chình trong họ Congridae.

## Các loài
Hiện tại có 27 loài được ghi nhận:
- Ariosoma anago (Temminck & Schlegel, 1846): Cá chình bạc[2]
- Ariosoma anagoides (Bleeker, 1853)
- Ariosoma anale (Poey, 1860)
- Ariosoma balearicum (Delaroche, 1809)
- Ariosoma bauchotae Karrer, 1982
- Ariosoma coquettei D. G. Smith & Kanazawa, 1977
- Ariosoma fasciatum (Günther, 1872)
- Ariosoma gilberti (J. D. Ogilby, 1898)
- Ariosoma howensis (McCulloch & Waite, 1916)
- Ariosoma major (Asano, 1958)
- Ariosoma marginatum (Vaillant & Sauvage, 1875)
- Ariosoma mauritianum (Pappenheim, 1914)
- Ariosoma meeki (D. S. Jordan & Snyder, 1900)
- Ariosoma megalops Fowler, 1938
- Ariosoma mellissii (Günther, 1870)
- Ariosoma multivertebratum Karmovskaya, 2004
- Ariosoma nigrimanum Norman, 1939
- Ariosoma obud Herre, 1923
- Ariosoma ophidiophthalmus Karmovskaya, 1991
- Ariosoma opistophthalmum (Ranzani, 1839)
- Ariosoma prorigerum (C. H. Gilbert, 1891)
- Ariosoma sazonovi Karmovskaya, 2004
- Ariosoma scheelei (Strömman, 1896)
- Ariosoma selenops Reid, 1934
- Ariosoma sereti Karmovskaya, 2004
- Ariosoma shiroanago (Asano, 1958)
- Ariosoma sokotranum Karmovskaya, 1991